# Tischtennis-Europameisterschaft 1998
Die 21. Tischtennis-Europameisterschaft fand vom 23. April bis 3. Mai 1998 in Eindhoven statt. Spielorte waren das Indoor Sportcentrum und die Eissporthalle.
Die deutschen Damen verteidigten zwei Goldmedaillen. Das Damenteam wurde wieder Europameister und auch das Doppel Nicole Struse/Elke Schall holte wieder den Titel. Zudem gewann Jörg Roßkopf mit dem Weißrussen Wladimir Samsonow Gold, welcher auch im Einzelwettbewerb erfolgreich war. Im Dameneinzel siegte Ni Xialian aus Luxemburg, Nicole Struse gelangte auf den dritten Platz. Bei den Herren wurde Frankreich Mannschaftseuropameister.
Der Debütant Timo Boll machte auf sich aufmerksam, indem er den amtierenden Weltmeister Jan-Ove Waldner im Einzelwettbewerb aus dem Rennen warf.

## Austragungsmodus Mannschaften
Es traten 45 Herren- und 40 Damenteams an.
Es wurde nach dem gleichen Modus wie bei der vorherigen EM 1996 gespielt, lediglich die Organisation der Gruppen unterhalb Kategorie 1 wurde geändert. Die Kategorie 3 entfiel, es wurden 8 anstatt 5 Gruppen gebildet, wobei die Anzahl der Mannschaften pro Gruppe reduziert wurde.
Bei der Einteilung der Teams in die Kategorien wurde die Kategorieneinteilung der vorherigen Europameisterschaft unter Berücksichtigung der Auf- und Absteiger zugrunde gelegt. Die beiden Gruppen aus Kategorie 1 bestanden aus sechs Teams, die restlichen Gruppen aus Kategorie 2 enthielten drei bis fünf Teams. Gespielt wurde im Modus Jeder gegen Jeden. Die beiden Tabellenersten und -zweiten aus Kategorie 1 spielten um die Plätze 1 bis 4, die Dritten und Vierten um die Plätze 5 bis 8 sowie die Fünften und Sechsten um die Plätze 9 bis 12. Analog spielten die acht Tabellenersten aus Kategorie 2 um die Plätze 13 bis 20, die Tabellenzweiten um die Plätze 21 bis 28 usw. Der 13. und 14. konnte bei der nächsten EM als Aufsteiger in Kategorie 1 starten, der 11. und 12. mussten in Kategorie 2 absteigen.
In den Platzierungsspielen um Rang 1 bis 4 spielte der Erste aus Gruppe A gegen den Zweiten aus Gruppe B. Die Sieger kämpften um die Europameisterschaft, die Verlierer um Platz 3 und 4. Analog wurden die weiteren Plätze ausgespielt. Ein Mannschaftskampf wurde sowohl bei den Herren als auch bei den Damen nach dem Modifizierten Swaythling-Cup-System für Dreiermannschaften ausgetragen, also mit einem Doppel.
|       | Kategorie 1 | Kategorie 1 | Kategorie 2 | Kategorie 2 | Kategorie 2 | Kategorie 2         | Kategorie 2  | Kategorie 2 | Kategorie 2 | Kategorie 2 |
| Platz | Gruppe A    | Gruppe B    | Gruppe C    | Gruppe D    | Gruppe E    | Gruppe F            | Gruppe G     | Gruppe H    | Gruppe I    | Gruppe J    |
| ----- | ----------- | ----------- | ----------- | ----------- | ----------- | ------------------- | ------------ | ----------- | ----------- | ----------- |
| 1.    | Frankreich  | Schweden    | Norwegen    | England     | Slowakei    | Weißrussland        | Griechenland | Dänemark    | Spanien     | Rumänien    |
| 2.    | Polen       | Niederlande | Slowenien   | Spanien     | Ukraine     | Bosnien-Herzegowina | Finnland     | Bulgarien   | Kroatien    | Türkei      |
| 3.    | Deutschland | Belgien     | Luxemburg   | Israel      | Schweiz     | Irland              | Armenien     | Estland     | Schottland  | Litauen     |
| 4.    | Jugoslawien | Russland    | Guernsey    | Portugal    | Malta       | Aserbaidschan       | Zypern       | Island      | Wales       | Lettland    |
| 5.    | ČSSR        | Österreich  | Albanien    | Moldawien   |             |                     |              |             |             |             |
| 6.    | Ungarn      | Italien     |             |             |             |                     |              |             |             |             |

|       | Kategorie 1 | Kategorie 1 | Kategorie 2 | Kategorie 2 | Kategorie 2 | Kategorie 2   | Kategorie 2  | Kategorie 2 | Kategorie 2 | Kategorie 2         |
| Platz | Gruppe A    | Gruppe B    | Gruppe C    | Gruppe D    | Gruppe E    | Gruppe F      | Gruppe G     | Gruppe H    | Gruppe I    | Gruppe J            |
| ----- | ----------- | ----------- | ----------- | ----------- | ----------- | ------------- | ------------ | ----------- | ----------- | ------------------- |
| 1.    | Ungarn      | Deutschland | Schweden    | Belgien     | Spanien     | Weißrussland  | Österreich   | Slowenien   | Litauen     | Israel              |
| 2.    | England     | Rumänien    | Luxemburg   | Lettland    | Dänemark    | Jugoslawien   | Griechenland | Moldawien   | Polen       | Bulgarien           |
| 3.    | Niederlande | Frankreich  | Türkei      | Portugal    | Armenien    | Aserbaidschan | Wales        | Finnland    | Estland     | Bosnien-Herzegowina |
| 4.    | Kroatien    | Russland    |             |             | Guernsey    |               |              | Schottland  | Irland      | Malta               |
| 5.    | Italien     | ČSSR        |             |             |             |               |              |             |             |                     |
| 6.    | Ukraine     | Slowakei    |             |             |             |               |              |             |             |                     |

Nicht angetreten
1. ↑  nicht angetreten

Aufstieg
1. 1 2 3 4  Aufsteiger

Abstieg
1. 1 2 3 4  Absteiger

|                  | Herren                                    | Herren  | Damen                                   | Damen   |
| ---------------- | ----------------------------------------- | ------- | --------------------------------------- | ------- |
| Halbfinale       | Polen – Schweden Frankreich – Niederlande | 4:3 4:1 | Ungarn – Rumänien Deutschland – England | 4:2 4:0 |
| Endspiel         | Frankreich -Polen                         | 4:3     | Deutschland – Ungarn                    | 4:3     |
| Spiel um Platz 3 | Schweden – Niederlande                    | 4:0     | Rumänien – England                      | 4:0     |

## Abschneiden der Deutschen
Cheftrainerin war Eva Jeler. Glenn Östh betreute die Herren, Martin Adomeit trainierte die Damen.

### Herrenmannschaft
Die deutsche Mannschaft kassierte in der 1. Kategorie in Gruppe A Niederlagen gegen Frankreich und Polen. Dem gegenüber standen Siege über die ČSSR, Ungarn und Jugoslawien. Dies reichte nur für Platz drei. In der Zwischenrunde um die Plätze 5 bis 8 gewann sie gegen Russland und Jugoslawien jeweils mit 4:0, was zu Platz fünf reichte.

### Damenmannschaft
Die deutschen Damen waren in die Gruppe B der Kategorie 1 eingeteilt und erreichten hier Platz eins, indem sie gegen Rumänien, Russland, ČSSR, Frankreich und die Slowakei gewannen. In den Spielen um die Plätze 1 bis 4 besiegten sie England mit 4:0 und schließlich im Endspiel Ungarn mit 4:3.
Jie Schöpp blieb in den Mannschaftskämpfen ungeschlagen.

### Herreneinzel
Kein Deutscher erreichte das Achtelfinale.
- Jörg Roßkopf: Freilos in Runde 1, Sieg gegen Didier Mommessin (Frankreich), Niederlage gegen Petr Korbel (ČSSR)
- Steffen Fetzner: Sieg gegen Ferenc Pazsy (Ungarn), Robert Smrekar (Slowenien), Niederlage gegen Zoran Primorac (Kroatien)
- Peter Franz: Sieg gegen Maxim Shmyrev (Russland), Niederlage gegen Tomasz Krzeszewski (Polen)
- Torben Wosik: Sieg gegen Daan Sliepen (Niederlande),  Niederlage gegen Peter Karlsson (Schweden)
- Timo Boll: Sieg gegen Geir Erlandsen (Norwegen), Jan-Ove Waldner (Schweden), Niederlage gegen He Zhiwen (Spanien)

### Dameneinzel
- Nicole Struse: Freilos, Sieg gegen Floor Tebbe (Niederlande), Adriana Nastase (Rumänien), Galina Melnik (Russland), Bettine Vriesekoop (Niederlande), Niederlage im Halbfinale gegen Tamara Boroš (Kroatien)
- Olga Nemes: Freilos, Sieg gegen Anna Kursakova (Ukraine), Niederlage gegen Tatsiana Kostromina (Weißrussland),
- Jie Schöpp: Freilos, Sieg gegen Paulina Joanna Narkiewicz (Polen), Mihaela Șteff (Rumänien), Gerdie Keen (Niederlande), Niederlage im Viertelfinale gegen Krisztina Tóth (Ungarn)
- Christina Fischer: Sieg gegen Eldijana Aganovic (Kroatien), Niederlage gegen Åsa Svensson (Schweden)
- Elke Schall: Sieg gegen Ding Yan (Italien), Wanda Litynska (Polen), Niederlage gegen Jelena Timina (Russland)

### Herrendoppel
- Jörg Roßkopf/Wladimir Samsonow (Weißrussland): Freilos, Sieg gegen Marcin Kusinski/Piotr Skierski (Polen), Sergei Andrianov/Alexei Smirnow (Russland), Zoran Primorac/Jean-Michel Saive (Kroatien/Belgien), Werner Schlager/Karl Jindrak (Österreich), Kalinikos Kreanga/Ilija Lupulesku (Griechenland/Jugoslawien)
- Timo Boll/Steffen Fetzner: Sieg gegen Michal Bardon/Bojan Tokič (Slowakei/Slowenien), Niederlage gegen Sergei Andrianov/Alexei Smirnow (Russland)
- Peter Franz/Torben Wosik: Sieg gegen Milan Grman/Vladimir Janci (Slowakei), Kostadin Lengerov/Qianli Qian (Österreich), Niederlage gegen Jan-Ove Waldner/Jörgen Persson (Schweden)

### Damendoppel
- Elke Schall/Nicole Struse: Freilos, Sieg gegen Eldijana Aganovic/Andrea Bakula (Kroatien), Alessia Arisi/Laura Negrisoli (Italien), Zuzana Poliačková/Valentina Popová (Slowakei), Pernilla Pettersson/Åsa Svensson (Schweden), Otilia Bădescu/Marie Svensson (Rumänien/Schweden)
- Christina Fischer/Olga Nemes: Sieg gegen Claire Bentley/Sarah Hurry (Schottland), Spela Poloncic/Wanda Litynska (Polen), Niederlage im Achtelfinale gegen Otilia Bădescu/Marie Svensson (Rumänien/Schweden)

### Mixed
- Torben Wosik/Elke Schall: Sieg gegen Daniel Wintersdorff/Benedicte Meyer (Luxemburg), Aleksandar Karakašević/Csilla Bátorfi (Jugoslawien/Ungarn), Marcin Kusinski/Wanda Litynska (Polen), Niederlage im Achtelfinale gegen Evgueni Shetinin/Tatsiana Kostromina (Weißrussland)
- Timo Boll/Christina Fischer: Niederlage gegen Fabien Fischer/Peggy Regenwetter (Luxemburg)
- Werner Schlager/Nicole Struse (Österreich/Deutschland): Freilos, Niederlage gegen Nicolas Chatelain/Anne Boileau (Frankreich)
- Ntaniel Tsiotas/Jie Schöpp (Griechenland/Deutschland): traten nicht an

## Wissenswertes
- Im Spiel Elena Kovtun (Ukraine) gegen Lisa Lomas (England) setzte im ersten Satz beim Stande von 3:2 das Zeitspiel ein.[1]
- Erwin Preiß (Deutschland) war einer der beiden Oberschiedsrichter.[1]
- Die Damenmannschaft Aserbeidschans trat zunächst mit nur 2 Spielerinnen an, da die dritte Spielerin erst verspätet eine Einreisevisum erhielt. Obwohl nicht regelkonform wurde dies zugelassen.[2]
- Der Mannschaftskampf Portugal gegen Schweiz wurde wiederholt, weil Portugal die Spieler angeblich nicht in der vorgeschriebenen Reihenfolge aufgestellt hatten; maßgeblich ist die ETTU-Rangliste. Es stellte sich heraus, dass der Veranstalter eine fehlerhafte Rangliste zugrunde gelegt hatte. Das Spiel hätte gar nicht wiederholt werden müssen. In beiden Begegnungen siegte Portugal.[3]
- Im Mannschaftskampf England gegen Moldawien trat Carl Prean versehentlich gegen den falschen Gegner an und gewann. Als der Irrtum bemerkt wurde einigte man sich darauf, kurzerhand auf dem Spielbericht nachträglich den Namen des eigentlich vorgesehenen Gegners einzutragen.[3]
- Um gegen gewisse Schlägerbelege zu protestieren sah man zwischendurch ein Transparent mit der Aufschrift „Boykott lange Noppen“.[3]
- Bei der Siegerehrung für das Herrendoppel wurde statt der jugoslawischen Fahne eine falsche Flagge gezeigt. Deshalb wurde die Siegerehrung unterbrochen, bis die richtige Fahne gehisst wurde.[3]

## ETTU-Kongress
Parallel zu den Wettkämpfen trat der ETTU-Kongress zusammen. Zum neuen Präsidenten wurde der Italiener Stefano Bosi gewählt. Bereits seit Mai 1997 führte er dieses Amt kommissarisch, nachdem der vorherige Präsident Nils Bergström (Schweden) ausschied, weil er zum Vizepräsidenten des Weltverbandes ITTF berufen wurde. Stellvertreter wurde Eberhard Schöler. Den dadurch freiwerdenden Posten des Vizepräsidenten übernahm Rudolf Sporrer aus Österreich. Der Kongress beschloss die Einführung der Champions League ab der Saison 1998/99.

## Ergebnisse
| Wettbewerb        | Rang  | Sieger                                                                                           |
| ----------------- | ----- | ------------------------------------------------------------------------------------------------ |
| Mannschaft Herren | 1.    | Frankreich (Damien Éloi, Nicolas Chatelain, Jean-Philippe Gatien, Patrick Chila, Eric Varin)     |
| Mannschaft Herren | 2.    | Polen (Lucjan Błaszczyk, Michał Dziubański, Piotr Skierski, Tomasz Krzeszewski, Marcin Kusinski) |
| Mannschaft Herren | 3.    | Schweden (Jan-Ove Waldner, Erik Lindh, Peter Karlsson, Jörgen Persson, Fredrik Håkansson)        |
| Mannschaft Herren | 4.    | Niederlande (Chen Sung, Jörg de Cock, Danny Heister, Trinko Keen, Kalun Yu)                      |
| Mannschaft Herren | 5.    | Deutschland (Jörg Roßkopf, Steffen Fetzner, Timo Boll, Torben Wosik, Peter Franz)                |
| Mannschaft Herren | 9.    | Österreich (Werner Schlager, Karl Jindrak, Kostadin Lengerov, Ding Yi, Qianli Qian)              |
| Mannschaft Herren | 31.   | Schweiz (Thierry Miller, Stephan Stricker, Marc Schreiber, Jens Sidler)                          |
| Mannschaft Damen  | 1.    | Deutschland (Olga Nemes, Nicole Struse, Jie Schöpp, Elke Schall, Christina Fischer)              |
| Mannschaft Damen  | 2.    | Ungarn (Csilla Bátorfi, Krisztina Tóth, Mária Fazekas, Eva Braun)                                |
| Mannschaft Damen  | 3.    | Rumänien (Otilia Bădescu, Mihaela Șteff, Mihaela Encea, Antonela Manac, Adriana Nastase)         |
| Mannschaft Damen  | 4.    | England (Lisa Lomas, Andrea Holt, Helen Lower, Nicola Deaton)                                    |
| Mannschaft Damen  | 16.   | Österreich (Petra Fichtinger, Liu Jia, Judit Herczig)                                            |
| Herren Einzel     | 1.    | Wladimir Samsonow (BLR)                                                                          |
| Herren Einzel     | 2.    | Zoran Primorac (CRO)                                                                             |
| Herren Einzel     | 3.–4. | Trinko Keen (NED)                                                                                |
| Herren Einzel     | 3.–4. | Jean-Philippe Gatien (FRA)                                                                       |
| Damen Einzel      | 1.    | Ni Xialian (LUX)                                                                                 |
| Damen Einzel      | 2.    | Tamara Boroš (CRO)                                                                               |
| Damen Einzel      | 3.–4. | Krisztina Tóth (HUN)                                                                             |
| Damen Einzel      | 3.–4. | Nicole Struse (GER)                                                                              |
| Herren Doppel     | 1.    | Jörg Roßkopf/Wladimir Samsonow (GER/BLR)                                                         |
| Herren Doppel     | 2.    | Kalinikos Kreanga/Ilija Lupulesku (GRE/YUG)                                                      |
| Herren Doppel     | 3.–4. | Werner Schlager/Karl Jindrak (AUT)                                                               |
| Herren Doppel     | 3.–4. | Jan-Ove Waldner/Jörgen Persson (SWE)                                                             |
| Damen Doppel      | 1.    | Nicole Struse/Elke Schall (GER)                                                                  |
| Damen Doppel      | 2.    | Otilia Bădescu/Marie Svensson (ROM/SWE)                                                          |
| Damen Doppel      | 3.–4. | Pernilla Pettersson/Åsa Svensson (SWE)                                                           |
| Damen Doppel      | 3.–4. | Rūta Garkauskaite/Jolanta Prūsienė (LIT)                                                         |
| Mixed             | 1.    | Ilija Lupulesku/Otilia Bădescu (ROM)                                                             |
| Mixed             | 2.    | Erik Lindh/Marie Svensson (SWE)                                                                  |
| Mixed             | 3.–4. | Yang Min/Alessia Arisi (ITA)                                                                     |
| Mixed             | 3.–4. | Jauhen Schtschazinin/Tatsiana Kostromina (BLR)                                                   |